# Répcekethely
Répcekethely (németül: Mannersdorf an der Rabnitz), (horvátul: Malištrof) község Ausztriában, Burgenland tartományban, a Felsőpulyai járásban.

## Fekvése
Felsőpulyától 10 km-re délnyugatra, Kőszegtől 9 km-re északra fekszik. Kőszeggel közvetlenül határos, azonban a két település közötti út 1945-ben lezárásra került. Vasútállomása Felsőlászlón van az egykori Sopron–Kőszeg-vasútvonalon, Deutschkreutztól Kőszegig a vasútvonalon nincs közlekedés, Felsőpulya térségében hajtánypályaként üzemel. 
Erre vezették volna az 1847-ben tervezett Sopron-Kőszeg-Szombathely-Rum-Zalavár-Nagykanizsa vasutat.
A kataszteri közösségek Borsmonostor, Mannersdorf an der Rabnitz, Rattersdorf-Liebing és Alsólászló.

## Nevének eredete
Nevét onnan kapta, hogy hetivásárait keddi napokon tartották.

## Története
A régészeti leletek tanúsága szerint területén már a kőkorszakban és bronzkorban is éltek emberek. A bronzkor végén illír törzsek laktak itt. Az i. e. 6. században a mai Franciaország északi területeiről érkezett kelta törzsek foglalták el ezt a vidéket. Az illírek a mai Várvidék déli részeire szorultak vissza. Az időszámítás első évtizedében Augustus római császár római serege foglalta el a nyugat-pannóniai térséget.  Itt vezetett át a Savaria irányából Scarbantia és Carnuntum felé vezető híres borostyánút és a mai Répcekethely helyén csakhamar római település alakult ki. A hagyomány szerint a Tagwachton állt régi kastély helyén egykor római őrtorony állott.  166-ban a római települést kvádok és markomannok rombolták le. A népvándorlás idején nyugati gótok, vandálok, kvádok, szarmaták, hunok, keleti gótok, longobárdok, végül avarok árasztották el ezt a vidéket. Az avar birodalmat 796-ban Nagy Károly semmisítette meg. Az avarok helyére bajor telepesek érkeztek ide, akiket később fokozatosan kiszorítottak a szlávok. A 907-es pozsonyi csata után a terület magyar fennhatóság alá került, de a 10. században lényegében lakatlan volt. A terület határvidéket képezett a Babenbergek és a magyarok területei között.
A mai település legrégebbi írásos emléke a ma közigazgatásilag  a községhez tartozó és 1194-ben alapított Borsmonostor cisztercita apátságának 1224-es feljegyzése, amikor II. András király piacvámjának jövedelmeit az apátságnak adományozta. 1239-ben felépült a falu temploma, az apátság falvainak egyik legrégibb épülete, melyet a Szentháromság tiszteletére szenteltek. A középkorban a településen keddi napokon hetivásárokat tartottak. Kethelyt 1532-ben Kőszeg várának ostromakor török hadak pusztították el, lakói elmenekültek vagy megölték őket. Ezt követően újra német telepesek érkeztek ide. A falu német neve is 1558-ban bukkan fel először "Manasdorf" alakban.
1546-ban Kőszeg várának ura Jurisich Miklós a Kethely és Alsólászló közötti Tabor nevű helyen a török ellen kisebb erődítményt emeltetett, mely 1706-ban egy kuruc-labanc összecsapás során pusztult el. 1580 körül lakói a birtokos Nádasdy család áttérése hatására evangélikusok lettek. A Nádasdyak 1671-ig voltak a birtokosai, amikor a település az Esterházy család birtoka lett. 1809-ben a falu néhány hónapig francia megszállás alatt állt, a katonákat a falu lakosainak kellett elszállásolni és élelmezni. A hadak nyomában a települést többször pusztították járványok. Az 1600-as pestisjárvány után felerősödött a védőszentek, Szent Rókus, Szent Sebestyén és Szent Rozália tisztelete. Az 1622-es urbáriumból kitűnik, hogy ekkorra az elpusztult lakosságot sikerült pótolni. 1849-ben kolerajárvány tört ki, melynek újra sokan esetk áldozatul.
Fényes Elek szerint " Kethely, németül Manersdorf, német falu, Sopron vmegyében, Kőszeghez 1/2 mfld, a soproni postautban: 680 r. kath. lak., s szentegyházzal. Határa 1376 4/8 holdnyi, mellyből 423 h. szántóföld, 138 h. rét, 799 h. erdő, 18 h. szőlő. Urbéri telek 22 7/8. Földje középszerű; buzát inkább terem, mint rozsot. Birja h. Eszterházy."
A trianoni békeszerződésig Sopron vármegye Felsőpulyai járásához tartozott, ma ugyanezen járás része Burgenlandban.
Településrészei a nagy-önkormányzatok megalakításával: Rőtfalva, Rendek, Borsmonostor, Alsólászló, Répcekethely. Alsólászló összeépült Répcekethellyel, csak a Répce folyó választja őket el.
Lakossága 1910-ben 2951 fő volt, túlnyomórészt német.
2001-ben 1939 fős lakosából 1856 német, 35 magyar, 26 horvát, 21 fő egyéb nemzetiségű volt.
Előkészítés alatt áll az S31-es autóút Felsőpulya-Rőtfalva szakasz - Pullendorfer Straße - építése, amely várhatóan 2014-re készül el. Az új út északról és nyugatról tehermentesíti a falut a B61-es főút átmenő forgalmától.

## Nevezetességei
- A Szentháromság tiszteletére szentelt római katolikus plébániatemploma 1239-ben épült, 1748-ban barokk stílusban építették át, a régi templomból csak a szentély maradt meg.
- A Tábor nevű hely onnan kapta a nevét, hogy IV. László király 1277. nov. 27. itt táborozott. 1546-ban Jurisich Miklós a török ellen erősséget emeltetett ide. A 17. században még a Tábor nevű kastély állt itt mely 1706-ban a kuruc harcoknak esett áldozatul. Később a Táborkocsma állt itt.